# Первозданная история
Первозданная история — название, данное учёными-библеистами первым 11 главам книги Бытия, описывающим историю первых лет существования мира. В ней рассказывается, как Бог создаёт мир и всех его обитателей и помещает в Эдемском саду первых мужчину и женщину (Адама и Еву), как первая человеческая пара изгоняется от лица Божественного, о последовавшем вскоре первом убийстве и решении Бога уничтожить мир и спасти только праведного Ноя и его сыновей. Потом от них произойдёт и распространится по всему миру новое человечество, но, хотя оно будет таким же грешным, как древнее, Бог решил никогда не уничтожать его вновь через потоп. История заканчивается на Фарре, отце Авраама, от которого произойдёт богоизбранный народ.

## Структура и содержание
Повествование содержит некоторые из самых известных историй Библии, а также ряд родословных, помещенных после повторяемой 5 раз формулы Толдот («вот родословие…»):
• "Вот родословие неба и земли (Бытие 1:1-4:26)
 — Повествовании о творении книги Бытия (1 и 2 главы)
 — Повествовании об Эдеме (история Адама и Евы и их изгнания из Рая) — Каин и Авель и первое убийство
• Книга Родословия Адама (5:1-6:8) (на иврите включает в себя слово «книга»)
 — первая из двух родословных книги Бытия повествует о Кенеях — потомках Каина, которые придумали различные аспекты цивилизованной жизни
 — вторая родословная — потомки Сифа, третьего сына Адама, от которого впоследствии произошли Ной и Авраам
 — Сыны Божии, которые сочетались с «дочерьми человеческими»; Исполины, «славные люди», из-за которых Бог уничтожил мир (первое повествование)
• Родословие Ноя (6-9:28)
 — Причины, по которым Бог наслал потоп (второе повествование), его предупреждение Ною, и строительство Ковчега
 — Повествование о потопе книги Бытия — мир разрушен и создан заново
 — Завет Бога с Ноем, в котором Бог обещает никогда не уничтожать мир водой
 — Ной Виноградарь (изобретение вина), его пьянство, три сына, и проклятие Ханаана
• Родословие сыновей Ноя (10:1-11:9)
 — Таблица народов (сыновей Ноя и родоначальников народов мира), и как они оказались рассеяны по всей Земле вследствие Вавилонского Столпотворения)
• Родословие Сима (11:10-26)
 — потомки Ноя по линии Сима до Фарры, отца Авраама

## История составления